# Thorsten Kaye
Thorsten Kaye (Frankurt, 22 februari 1966) is een Brits-Duits acteur.

## Biografie
Kaye werd opgevoed in Mainz en Londen en verhuisde in 1985 naar de Verenigde Staten en volgde daar een acteeropleiding. Na twee rollen in tv-films kreeg hij in 1995 zijn eerste grote rol, die van Patrick Thornhart in de soapserie One Life to Live, een rol die hij twee jaar speelde. Daar leerde hij ook zijn toekomstige vrouw, actrice Susan Haskell, kennen. Na enkele gastrollen in tv-series speelde hij van 2000 tot 2003 Ian Thornhart' de oudere broer van Patrick in de soap Port Charles. In 2003 en 2004 werd hij voor deze rol genomineerd voor een Emmy Award. 
In 2004 ging hij opnieuw in een andere soap spelen, nu All My Children, waarin hij gestalte gaf aan Zack Slater. Hij speelde de rol op vaste basis tot 2009 en kreeg er in 2006 en 2009 opnieuw een Emmy-nominatie voor. In 2010, 2011 en 2013 keerde hij kort terug in de rol. Sinds eind 2013 speelt hij de rol van Ridge Forrester in de Amerikaanse soap The Bold and the Beautiful. 

## Filmografie
- 1991: Deadly Desire (televisiefilm)
- 1995: Nothing Lasts Forever (televisiefilm)
- 1996: The Silencers
- 1997: One Life to Live (televisieserie, 2 afleveringen)
- 1998: Sliders (televisieserie, aflevering 4x10)
- 1999: Air America (televisieserie, aflevering 1x13)
- 1999: The Bone Collector
- 2000: The Prophet’s Game
- 2000: Falcone (televisieserie, pilotaflevering)
- 2000: Shark Attack 2
- 2000–2003: Port Charles (televisieserie, 345 afleveringen)
- 2004–2011: All My Children (televisieserie, 730 afleveringen)
- 2011: Occupant
- 2012–2013: Smash (televisieserie, 13 afleveringen)
- sinds 2012: The Bold and the Beautiful
- 2013: Suzy F*cking Homemaker (televisieserie)
- 2013: All My Children (televisieserie, 43 afleveringen)
- 2013: The Stafford Project (televisieserie, aflevering 1x06)
- 2014: Animal
- 2016: Falling Water (televisieserie, aflevering 1x04)
- 2017: Jeopardy! (televisieserie, aflevering 33x88)
- 2017: But Deliver Us from Evil

## Prijzen
| Jaar | Prijs                   | Categorie                      | Titel                      | Resultaat   |
| ---- | ----------------------- | ------------------------------ | -------------------------- | ----------- |
| 1997 | Soap Opera Digest Award | Beste mannelijke nieuwkomer    | One Life to Live           | Genomineerd |
| 2001 | Soap Opera Digest Award | Beste held                     | Port Charles               | Genomineerd |
| 2003 | Soap Opera Digest Award | Beste acteur                   | Port Charles               | Genomineerd |
| 2003 | Daytime Emmy Award      | Beste acteur in een dramaserie | Port Charles               | Genomineerd |
| 2004 | Daytime Emmy Award      | Beste acteur in een dramaserie | Port Charles               | Genomineerd |
| 2005 | Soap Opera Digest Award | Favoriete terugkeer            | All my Children            | Genomineerd |
| 2006 | Daytime Emmy Award      | Beste acteur in een dramaserie | All my Children            | Genomineerd |
| 2009 | Daytime Emmy Award      | Beste acteur in een dramaserie | All my Children            | Genomineerd |
| 2009 | OFTA                    | Beste acteur in een soapserie  | All my Children            | Genomineerd |
| 2020 | Daytime Emmy Award      | Beste acteur in een dramaserie | The Bold and the Beautiful | Genomineerd |